# Kenta Ishii
Kenta Ishii (石井 健太 Ishii Kenta?, nacido el 8 de diciembre de 1987 en Shizuoka) es un futbolista japonés que se desempeña como guardameta.

## Trayectoria

### Clubes
| Club                | País  | Año         |
| ------------------- | ----- | ----------- |
| Honda Lock          | Japón | 2010 - 2012 |
| Kamatamare Sanuki   | Japón | 2013 - 2016 |
| Tegevajaro Miyazaki | Japón | 2017 -      |

## Estadística de carrera

### J. League
| Club              | Año   | J. League | J. League | Copa J. League | Copa J. League | Total | Total |
| Club              | Año   | Part.     | Goles     | Part.          | Goles          | Part. | Goles |
| ----------------- | ----- | --------- | --------- | -------------- | -------------- | ----- | ----- |
| Kamatamare Sanuki | 2014  | 5         | 0         | -              | -              | 5     | 0     |
| Kamatamare Sanuki | 2015  | 0         | 0         | -              | -              | 0     | 0     |
| Kamatamare Sanuki | 2016  | 0         | 0         | -              | -              | 0     | 0     |
| Total             | Total | 5         | 0         | 0              | 0              | 5     | 0     |